# Rafael Pinto Valderrama
Rafael Pinto Valderrama (República de la Nueva Granada, 1851-París, Francia, 22 de junio de 1909) fue un político y diplomático colombiano, que se desempeñó como gobernador de Cundinamarca y, adicionalmente, se desempeñó brevemente y de manera simbólica como presidente de Colombia el 7 de agosto de 1898, durante la posesión de Manuel Antonio Sanclemente. Así mismo, fue representante a la Cámara y ministro de Hacienda.  

## Biografía
Hijo de Francisco Pinto Olaya y de Carmen Valderrama Perea, casó con su prima Amelia Valderrama Mariño.Fue padre del escultor Luis Pinto Maldonado.
Fueron hermanos de Rafael, entre otros: Adelina Pinto Valderrama (madre ésta del jurisconsulto Enrique Mariño Pinto); Francisco Pinto Valderrama (abuelo éste del neurocirujano Mario Camacho Pinto); el senador José María Pinto Valderrama (padre éste del diplomático Roberto Pinto Valderrama).

## Carrera política y presidente de Colombia
En 1882 ejerció como rector del Colegio de Boyacá. Fue oficial Mayor de la Secretaría del Tesoro durante el gobierno de José Eusebio Otálora. Ingresó al gobierno de Miguel Antonio Caro como censor de prensa en 1892, para posteriormente ser nombrado por este como gobernador de Cundinamarca en 1896; sin embargo, sabiendo de su incompetencia para el puesto, sugiero el nombramiento de su tío Juan Nepomuceno Valderrama como gobernador, sugerencia aceptada por Caro. Sin embargo, Valderrama desacató las órdenes de Caro, y al igual que pasó con Guillermo Quintero Calderón en la presidencia, lo reemplazó por Pinto, afín a Caro.
En las elecciones presidenciales de Colombia de 1898, Caro, inhabilitado para reelegirse, propuso como candidato oficialista a Manuel Antonio Sanclemente; este terminó por ganar las elecciones, significando la continuación del régimen del Partido Nacional. Sin embargo, Sanclemente enfermó y para la posesión de este, que se realizaría el 7 de agosto de 1898, su vicepresidente, José Manuel Marroquín, quien era del desagrado de Caro, se debió encargar de posesionarse en nombre de Sanclemente. Así, Caro renunció a la media noche del 7 de agosto de 1898, asumiendo como presidente encargado Pinto, ejerciendo la presidencia de manera interina y simbólica hasta las 9 de la mañana de ese mismo día, cuando le correspondió entregar la jefatura de estado a Marroquín.
Posteriormente volvería ser gobernador de Cundinamarca en agosto de 1898, pero renunciaría al poco tiempo debido a una polémica por un decreto de seguridad. Siendo gobernador vendió las acciones del Ferrocarril de Cundinamarca al Gobierno de Colombia, ya que entonces pertenecían al gobierno de Cundinamarca.
Durante el gobierno de Rafael Reyes fue diputado a la Asamblea Nacional Constituyente y socio fundador y accionista del Banco Central de Colombia, entidad creada por Reyes como el segundo intento de banca estatal en Colombia.
En sus últimos años, desempeñó el cargo de cónsul general de Colombia en Le Havre, Francia, hasta su fallecimiento, acaecido en París, en junio de 1909, siendo finalmente enterrado en el cementerio del Père-Lachaise.